# Hvide Løgne (album)
Hvide Løgne er det andet studiealbum fra den danske popgruppe OneTwo. Det blev udgivet i 1989.
Albummet indeholder en af gruppens store hits; "Den bedste tid"; og det solgte 140.000 eksemplarer.

## Spor
1. "Det Er Sent Nu" - 4:49
2. "Den Bedste Tid" - 4:59
3. "Jeg Ka' Gi' Hva' Du Vil Ha'" - 4:13
4. "Hold Fast" - 5:33
5. "Hvide Løgne" - 6:05
6. "Cadillac" - 3:26
7. "Good Times - Bad Times" - 6:11
8. "Alt For Længe" - 5:03
9. "Flygtning" - 3:31